# Newgrange
Newgrange (in irlandese Sí an Bhrú) è un monumento preistorico nella contea di Meath, in Irlanda, situato a 4 km da Slane sul lato nord del fiume Boyne. È una tomba a corridoio eccezionalmente grandiosa costruita durante il neolitico, intorno al 3200 a.C., che la rende più antica di Stonehenge e delle piramidi egizie.
Il sito è costituito da un grande tumulo circolare con un passaggio interno in pietra e camere. In queste camere sono state rinvenute ossa umane e possibili corredi funerari o offerte votive. Il tumulo ha un muro di contenimento nella parte anteriore, costituito principalmente da ciottoli di quarzo bianco, ed è circondato da cordoli incisi. Molte delle pietre più grandi di Newgrange sono ricoperte di arte megalitica. Il tumulo è anche circondato da un cerchio di pietre. Parte del materiale che compone il monumento è venuto da lontano come le Montagne di Mourne e i Monti Wicklow.
Non c'è accordo su ciò per cui il sito sia stato utilizzato, ma si ritiene che avesse un significato religioso. Il suo ingresso è allineato con il sorgere del sole al solstizio d'inverno, quando la luce del sole splende attraverso un "box sul tetto" situato sopra l'ingresso del passaggio e inonda la camera interna. Diverse altre tombe a corridoio in Irlanda sono allineate con i solstizi e gli equinozi, e Cairn G a Carrowkeel ha un simile "box sul tetto". Newgrange condivide anche molte somiglianze con altre costruzioni neolitiche nell'Europa occidentale, in particolare Gavrinis in Bretagna, che ha sia un rivestimento simile conservato che grandi pietre scolpite, in quel caso lungo il passaggio all'interno. Anche Maeshowe nelle Orcadi, in Scozia, con una grande camera a mensola e Bryn Celli Ddu in Galles sono stati paragonati a Newgrange.
È il monumento più famoso all'interno del complesso neolitico Brú na Bóinne, insieme ai tumuli tombali a corridoio simili di Knowth e Dowth, e come tale fa parte del Brú na Bóinne designato patrimonio dell'umanità dell'UNESCO. Ci sono molti siti archeologici più piccoli come "henges", tumuli e pietre erette situati nei 75 km tra Newgrange e il Boyne. Newgrange è costituito da circa 200.000 tonnellate di roccia e altri materiali. Ha una larghezza di 85 metri nel suo punto maggiore.
Dopo il suo utilizzo iniziale, Newgrange rimase sigillato per diversi millenni. Continuò a essere presente nella mitologia e nel folklore irlandese, in cui si dice che fosse una dimora delle divinità, in particolare Dagda e suo figlio Aengus. Gli archeologi iniziarono il suo studio nel XVII secolo e negli anni successivi ebbero luogo nel sito scavi archeologici. L'archeologo Michael J. O'Kelly guidò il più esteso di questi e ricostruì anche la facciata del sito, dal 1962 al 1975, una ricostruzione molto controversa. Newgrange è un popolare sito turistico e, secondo l'archeologo Colin Renfrew, è "considerato senza esitazione dagli studiosi di preistoria come il grande monumento nazionale d'Irlanda" e come una delle strutture megalitiche più importanti d'Europa.

## Descrizione

### Tumulo e passaggio

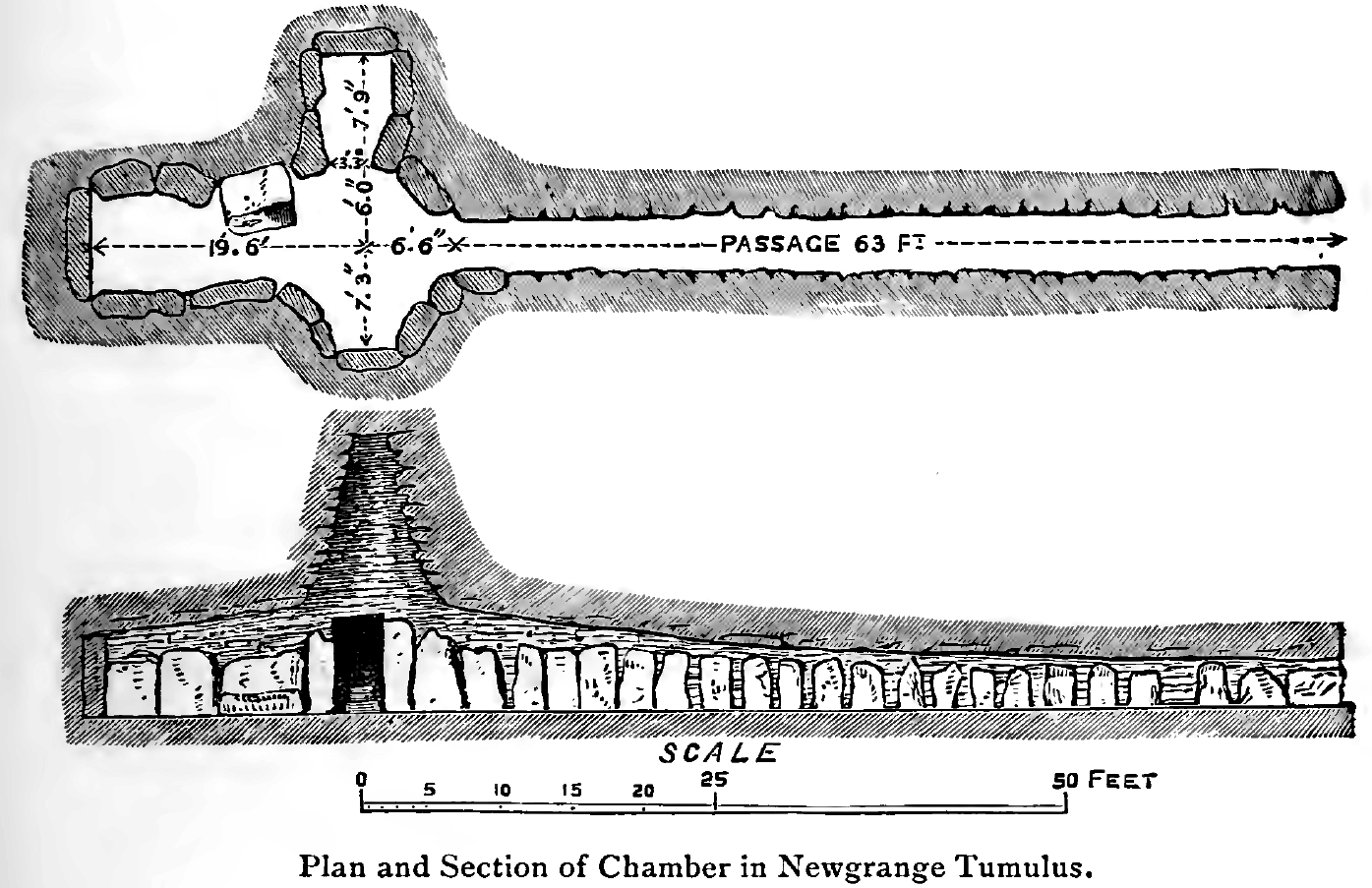
Schizzo in sezione del passaggio

Il monumento di Newgrange è costituito principalmente da un grande tumulo, costruito con strati alternati di terra e pietre, con erba che cresce in cima e una facciata ricostruita di pietre di quarzo bianco piatte tempestate a intervalli di grandi ciottoli arrotondati che coprono parte della circonferenza. Il tumulo ha un diametro di 76 metri, è alto 12 metri e copre una superficie di 4500 m2 di terreno. All'interno del tumulo c'è un passaggio a camera, a cui si accede da un ingresso sul lato sud-est del monumento. Il passaggio si estende per 19 metri, o circa un terzo del corridoio al centro della struttura. Alla fine del passaggio ci sono tre piccole camere collegate da una camera centrale più grande con un alto tetto a volta a mensola. Ognuna delle camere più piccole ha una grande "pietra a bacino" piatta dove potrebbero essere state depositate le ossa dei morti durante la preistoria, anche se non è chiaro se fosse un luogo di sepoltura. Le pareti di questo passaggio sono costituite da grandi lastre di pietra chiamate ortostati, di cui ventidue sul lato occidentale e ventuno su quello orientale. Hanno un'altezza media di 1 metro e mezzo; molti sono decorati con intagli (oltre a graffiti del periodo successivo alla riscoperta). Gli ortostati diminuiscono in altezza man mano che si entra nel passaggio a causa del fatto che lo stesso è leggermente graduato dall'essere costruito sul rialzo di una collina. Il soffitto non mostra tracce di fumo.

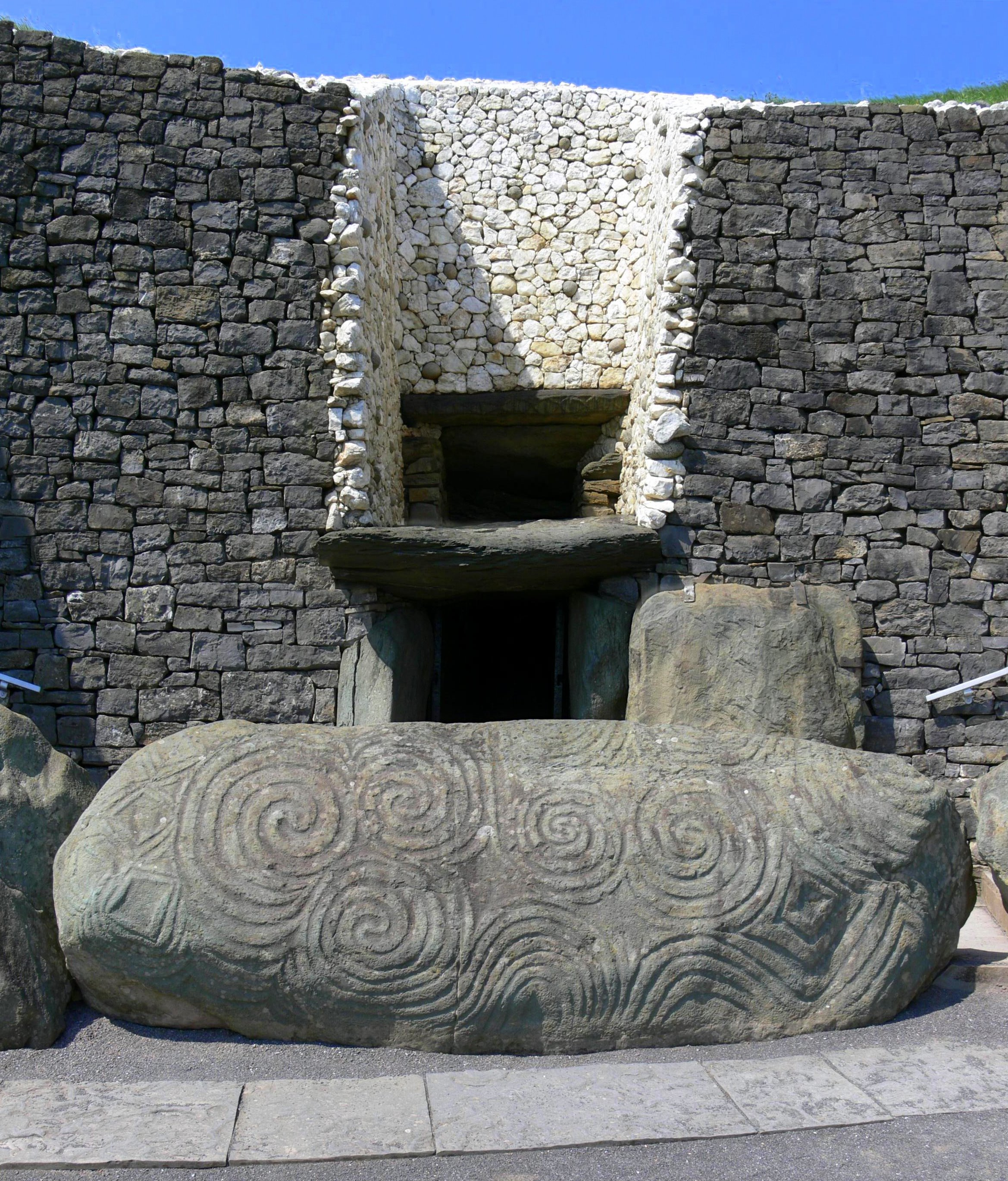
Il passaggio d'ingresso a Newgrange e la pietra d'ingresso

Situato intorno al perimetro del tumulo c'è un cerchio di menhir. Ne sopravvivono 12 su un numero possibile originale di trentacinque o giù di lì. La maggior parte degli archeologi suggerisce che siano stati aggiunti più tardi, durante l'età del bronzo, secoli dopo che il monumento originale era stato abbandonato come centro rituale.

### Arte

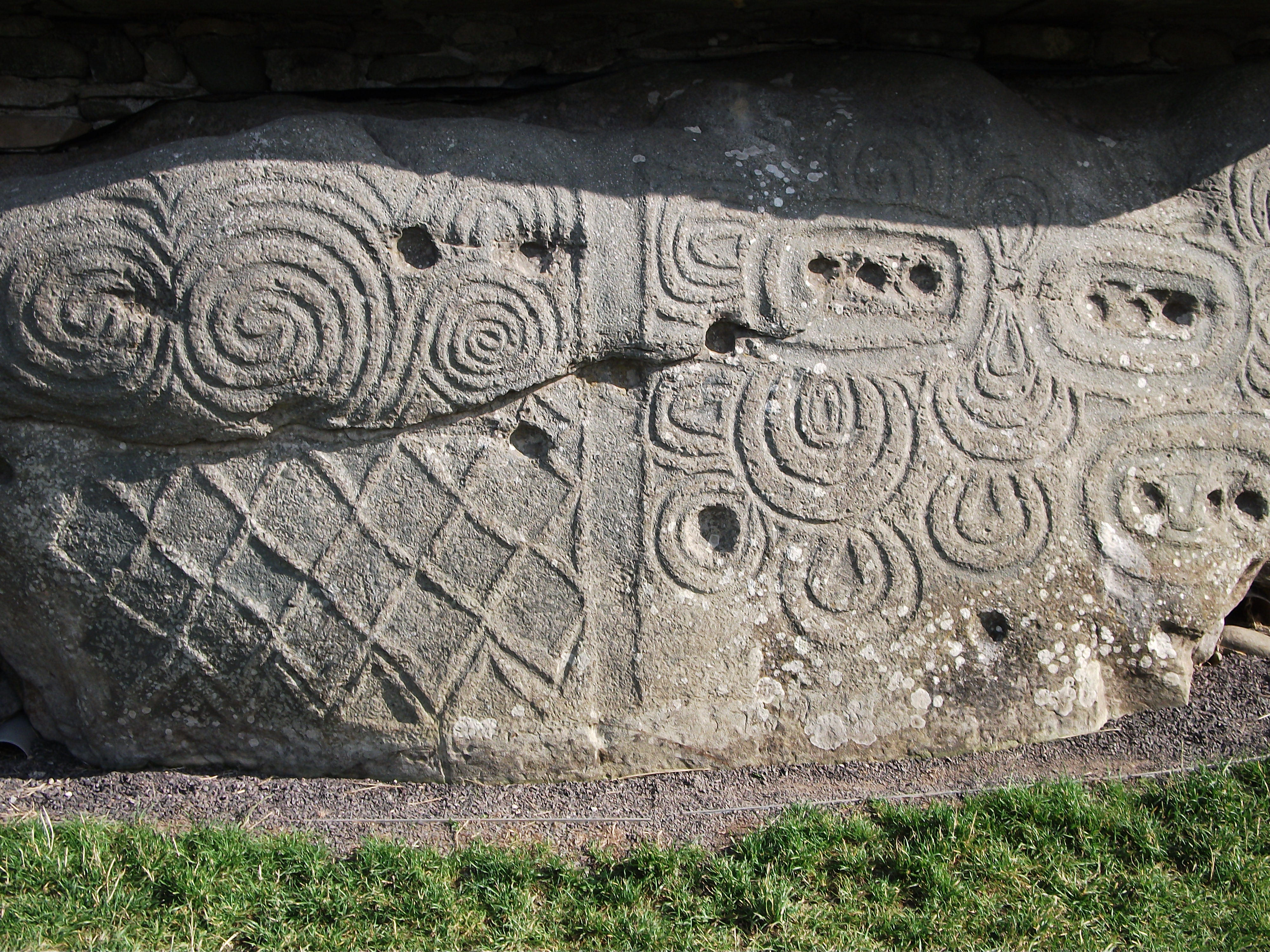
Arte megalitica su uno dei cordoli

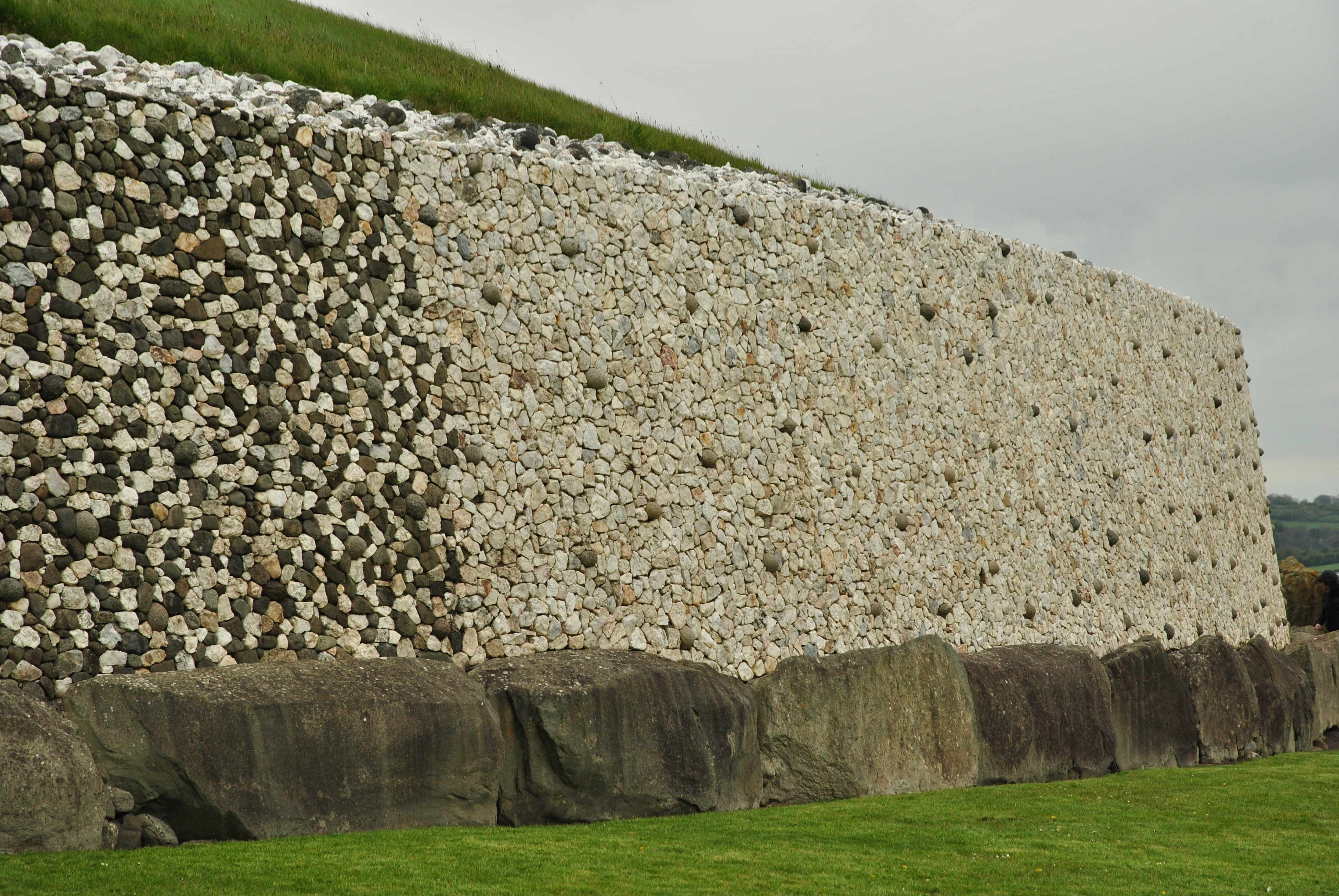
Il muro di contenimento e i cordoli

Newgrange contiene vari esempi di grafica rupestre neolitica scolpita sulle sue superfici in pietra. Queste incisioni rientrano in dieci categorie, cinque delle quali sono curvilinee (cerchi, spirali, archi, serpentiniformi e punti nei cerchi) e le altre cinque sono rettilinee (segni a forma di V, losanghe, radiali, linee parallele e strisce). Sono caratterizzati da ampie differenze di stile, dal livello di abilità necessario per produrli e da quanto profondamente siano scolpiti. Uno dei tipi più notevoli di arte a Newgrange sono le triscele trovate sulla pietra d'ingresso. È lunga circa tre metri e alta 1,2 metri e pesa circa cinque tonnellate. È stata descritta come "una delle pietre più famose dell'intero repertorio dell'arte megalitica". Gli archeologi ritengono che la maggior parte delle incisioni siano state prodotte prima dell'erezione delle pietre, sebbene la pietra d'ingresso sia stata scolpita in situ prima che i cordoli fossero posizionati accanto ad essa.
Vari archeologi hanno ipotizzato il significato dei disegni, alcuni, come George Coffey (nel 1890), li ritenevano puramente decorativi, mentre altri, come O'Kelly, credevano che avessero una sorta di scopo simbolico, perché alcune delle incisioni erano in luoghi che non sarebbero stati visibili, come nella parte inferiore delle lastre ortostatiche sotto il livello del suolo. Un'ampia ricerca su come l'arte si relaziona agli allineamenti e all'astronomia nel complesso della Boyne Valley è stata condotta dal ricercatore americano-irlandese Martin Brennan.

## Storia antica
Le persone del neolitico che costruirono il monumento erano agricoltori nativi, che coltivavano colture e allevavano animali come il bestiame nell'area in cui si trovavano i loro insediamenti.

### Costruzione e sepolture
Il complesso originale di Newgrange fu costruito tra c. 3.200 e 3.100 a.C. Secondo il metodo del carbonio-14, è di circa cinquecento anni più antico della forma attuale di Stonehenge e della Piramide di Cheope in Egitto, oltre a precedere la cultura micenea dell'Antica Grecia. Alcuni collocano il suo periodo di costruzione un po' più tardi, tra il 3000 e il 2500 a.C. L'analisi geologica indica che le migliaia di ciottoli che compongono il tumulo, che insieme avrebbero pesato circa 200.000 tonnellate, provenivano dai vicini terrazzi fluviali del Boyne. C'è un grande stagno in questa zona che si crede sia il sito dal quale i costruttori del tumulo estrassero i materiali. La maggior parte delle 547 lastre che compongono il passaggio interno, le camere e i cordoli esterni sono di grovacca. Alcune o tutte potrebbero essere state portate da siti a circa 5 km di distanza, dalla spiaggia rocciosa di Clogherhead, nella contea di Louth, a circa 20 km a nord-est. La facciata e l'ingresso sono stati costruiti con ciottoli di quarzo bianco dei Monti Wicklow, circa 50 km a sud, i ciottoli di granodiorite arrotondati scuri dalle Montagne di Mourne, circa 50 km a nord, i ciottoli scuri di gabbro dalle montagne di Cooley e la siltite fasciata dalla riva del Carlingford Lough. Le pietre potrebbero essere state trasportate a Newgrange via mare e risalendo il fiume Boyne fissandole alla parte inferiore delle barche con la bassa marea. Nessuna delle lastre strutturali è stata estratta, poiché mostrano segni di essere state naturalmente alterate dagli agenti atmosferici, quindi devono essere state raccolte e quindi trasportate, in gran parte in salita, al sito di Newgrange. Anche i bacini di granito trovati all'interno delle camere provenivano dai monti Mournes.
Frank Mitchell ha suggerito che il monumento avrebbe potuto essere costruito in un periodo di cinque anni, basando la sua stima sul numero probabile di abitanti locali durante il Neolitico e sulla quantità di tempo che avrebbero potuto dedicare alla sua costruzione piuttosto che all'agricoltura. Questa stima, tuttavia, è stata criticata da Michael J. O'Kelly e dal suo team di archeologi, che credevano che ci sarebbero voluti almeno trent'anni per costruirla.
Gli scavi hanno rivelato depositi di ossa umane bruciate e incombuste nel passaggio, indicando che al suo interno erano stati collocati cadaveri umani, alcuni dei quali erano stati cremati. Dall'esame dell'osso incombusto, è stato dimostrato che proveniva da almeno due individui separati, ma mancava gran parte dei loro scheletri e ciò che era rimasto era stato sparso nel passaggio. All'interno del passaggio, accanto alle salme, erano stati depositati vari corredi funerari. Gli scavi che ebbero luogo alla fine degli anni 1960 e all'inizio degli anni 1970 hanno rivelato sette "marmi", quattro ciondoli, due perline, una scaglia di selce usata, uno scalpello osseo e frammenti di perni e punte d'osso. Molti altri reperti erano stati trovati nel passaggio nei secoli precedenti da antiquari e turisti in visita, anche se la maggior parte di questi sono stati rimossi e sono andati perduti o tenuti in collezioni private. Tuttavia, a volte questi sono stati registrati e si ritiene che i corredi funerari che provenivano da Newgrange fossero tipici dei complessi tombali di passaggio irlandesi neolitici. Nella struttura sono stati rinvenuti anche resti di animali, principalmente quelli di lepri di montagna, conigli e cani, ma anche di pipistrelli, pecore, capre, bovini, tordi bottaccio e, più raramente, molluschi e rane. La maggior parte di questi animali sarebbe entrata e sarebbe morta nella camera molti secoli o addirittura millenni dopo la sua costruzione: ad esempio, i conigli furono introdotti in Irlanda solo nel XIII secolo.
L'analisi del DNA ha scoperto che le ossa depositate nella camera più elaborata appartenevano a un uomo i cui genitori erano parenti di primo grado, forse fratello e sorella. Nella storia, tale consanguineità si trovava di solito solo nelle dinastie reali guidate da "re-dio", come i faraoni dell'Antico Egitto, che si sposavano tra loro per mantenere "pura" la linea di sangue reale. Questo, insieme al prestigio della sepoltura, potrebbe significare che un simile gruppo d'élite fosse responsabile della costruzione di Newgrange. L'uomo era lontanamente imparentato con le persone sepolte nelle tombe di Carrowkeel e Carrowmore. Tuttavia, l'archeologo Alasdair Whittle ha affermato che la differenza sociale nel Neolitico era spesso di breve durata, ipotizzando che un'élite potesse essere sorta temporaneamente in risposta alla crisi. Ha suggerito che Newgrange potrebbe essere stato un monumento comunale in determinati periodi e cooptato come tomba personale per brevi periodi.

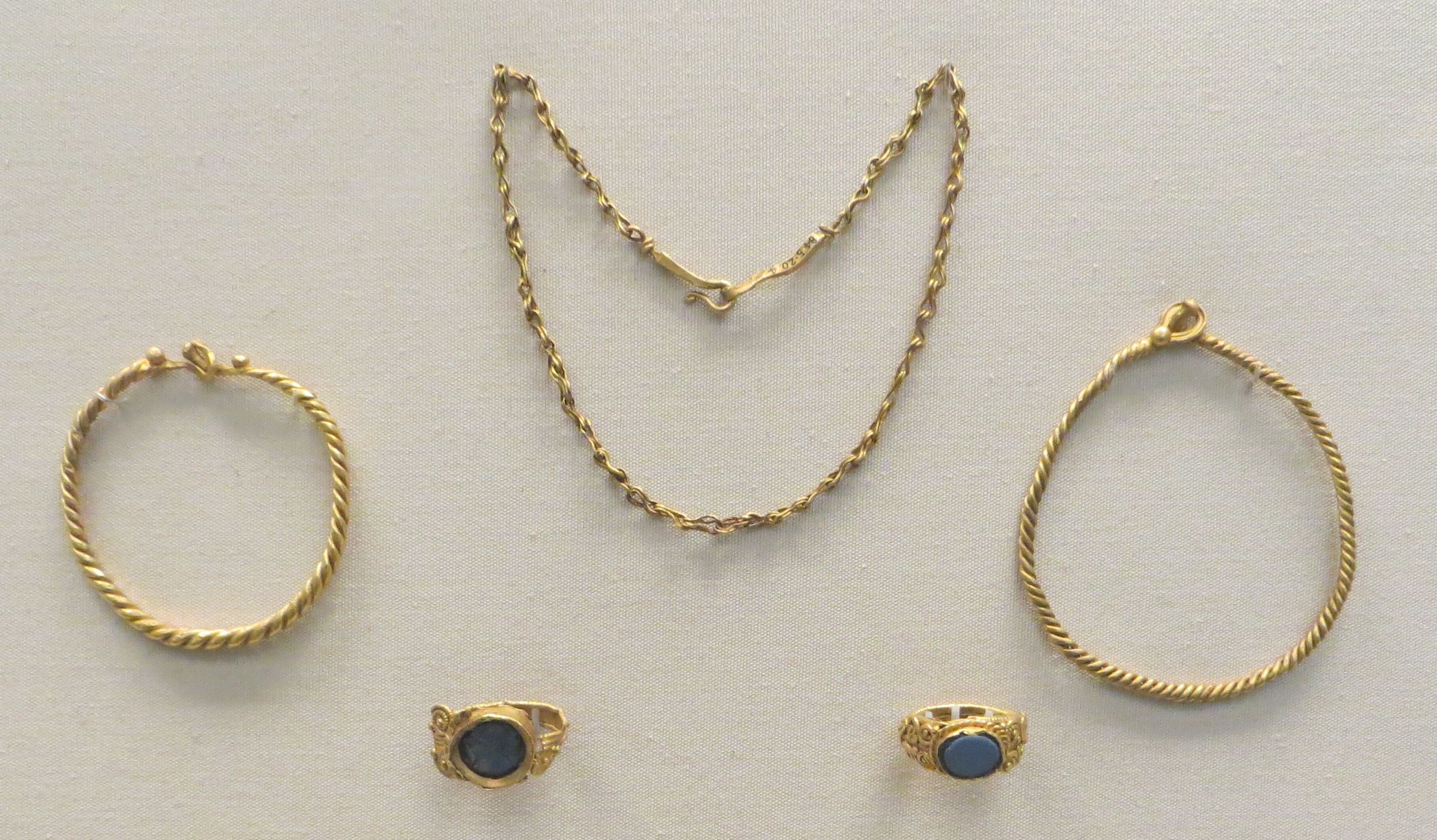
Gioielli in oro di epoca romana depositati nel tumulo (British Museum)

Durante gran parte del periodo neolitico, l'area di Newgrange continuò ad essere al centro di alcune attività cerimoniali.

### Scopo
Ci sono stati vari dibattiti sul suo scopo originale. Molti archeologi credevano che il monumento avesse un significato religioso di qualche tipo, sia come luogo di culto per un "culto dei morti" che per una fede basata sull'astronomia. O'Kelly riteneva che il monumento dovesse essere visto in relazione ai vicini Knowth e Dowth, e che l'edificio di Newgrange "non può essere considerato altro che l'espressione di una sorta di potente forza o motivazione, portata agli estremi dell'esaltazione" in questi tre monumenti, le cattedrali della religione megalitica". O'Kelly credeva che Newgrange, insieme alle centinaia di altre tombe a corridoio costruite in Irlanda durante il Neolitico, mostrasse prove di una religione che venerava i morti come uno dei suoi principi fondamentali. Credeva che questo "culto dei morti" fosse solo una forma particolare di religione neolitica europea e che altri monumenti megalitici mostrassero prove di diverse credenze religiose orientate al sole, piuttosto che agli antenati.

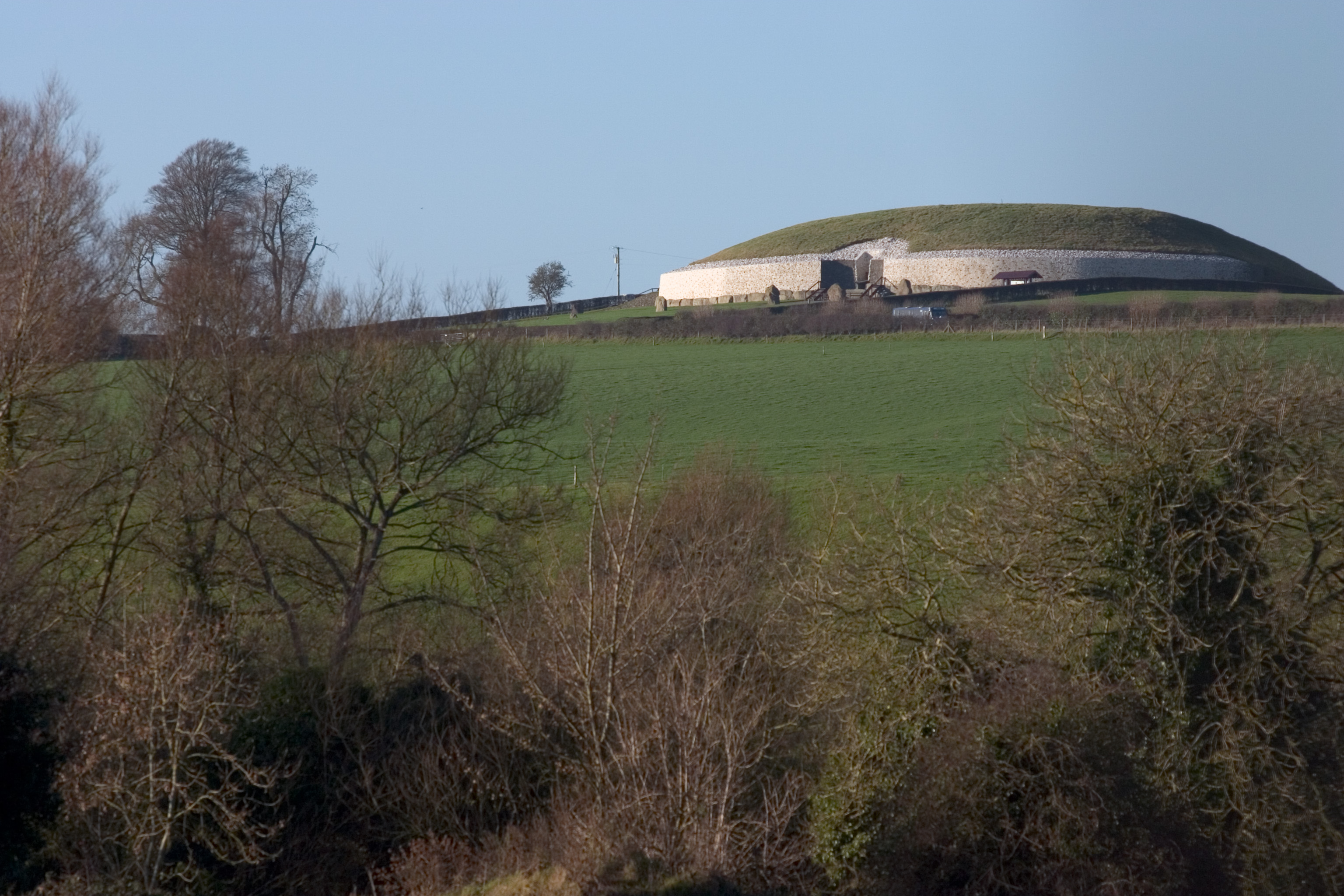
Vista dell'elevazione di Newgrange

Tuttavia, gli studi in altri campi di competenza offrono interpretazioni alternative delle possibili funzioni, che si concentrano principalmente sull'astronomia, l'ingegneria, la geometria e la mitologia associate ai monumenti di Boyne. Si ipotizza che il sole costituisse una parte importante delle credenze religiose delle popolazioni neolitiche che lo costruirono. Un'idea era che la stanza fosse stata progettata per catturare ritualmente i raggi del sole nel giorno più breve dell'anno, il solstizio d'inverno, quando la stanza viene inondata di luce solare, il che potrebbe aver segnalato che le giornate avrebbero ricominciato ad allungarsi. Questa visione è rafforzata dalla scoperta di allineamenti a Knowth, Dowth e Lough Crew Cairns che portano all'interpretazione di questi monumenti come dispositivi calendariali o astronomici.
In precedenza, il tumulo di Newgrange era circondato da un anello esterno di immense pietre erette, di cui ne rimangono dodici su trentasette possibili. Le prove della datazione al carbonio suggeriscono che il cerchio di pietre che circondava Newgrange potrebbe non essere stato contemporaneo al monumento, ma collocato lì circa 1.000 anni dopo nell'età del bronzo. Questa opinione è controversa e si riferisce a una datazione al carbonio da un'incastonatura di pietre erette che si interseca con un successivo cerchio di pali in legno; la teoria è che la pietra in questione potrebbe essere stata spostata e successivamente reimpostata nella sua posizione originale. Questa ricerca implica una continuità d'uso di Newgrange di oltre mille anni, con resti parziali trovati di soli cinque individui, e alcuni mettono in dubbio la teoria della tomba come suo scopo.  Nel giugno 2020 sono state trovate prove di incesto dai resti di un corpo sepolto a Newgrange. Ciò ha portato alla speculazione che l'incesto potrebbe essere stato effettuato per mantenere una "linea di sangue dinastica", indicando così Newgrange come una tomba per le élite.
Una volta all'anno, al solstizio d'inverno, il sole nascente splende direttamente nel lungo passaggio, illuminando la camera interna e rivelando le incisioni all'interno, in particolare la tripla spirale sulla parete anteriore della camera. Questa illuminazione dura circa 17 minuti. Michael J. O'Kelly è stata la prima persona in tempi moderni ad osservare questo evento il 21 dicembre 1967. La luce del sole entra nel passaggio attraverso un'apertura appositamente studiata, nota come "roofbox", direttamente sopra l'ingresso principale. Sebbene gli allineamenti solari non siano rari tra le tombe a corridoio, Newgrange è uno dei pochi a contenere la funzione aggiuntiva del roofbox. Cairn G al cimitero megalitico di Carrowkeel è un altro, ed è stato suggerito che se ne possa trovare uno a Bryn Celli Ddu. L'allineamento è tale che sebbene il roofbox sia sopra l'ingresso del passaggio, la luce colpisce il pavimento della camera interna. Oggi la prima luce entra circa quattro minuti dopo l'alba e colpisce il centro della camera, ma i calcoli basati sulla precessione della Terra mostrano che 5.000 anni fa, la prima luce sarebbe entrata esattamente all'alba e avrebbe brillato sulla parete posteriore della camera. L'allineamento solare a Newgrange è molto preciso rispetto a fenomeni simili in altre tombe a passaggio come Dowth o Maes Howe nelle Isole Orcadi, al largo della costa scozzese.

### Età del bronzo ed età del ferro
All'inizio dell'Irlanda pre-cristiana, sembra che Newgrange non fosse più utilizzato dalla popolazione locale, che non lasciò alcun manufatto nella struttura né vi seppellì i propri morti. O'Kelly ha dichiarato, "nel 2000 a.C. Newgrange era in decadenza e gli squatter vivevano attorno al suo bordo crollato". Queste persone erano aderenti alla cultura Beaker, che era stata importata dall'Europa continentale, e producevano localmente ceramiche in stile Beaker. Un grande cerchio di legno (o henge) venne costruito a sud-est del tumulo principale e un cerchio di legno più piccolo a ovest. Il cerchio di legname orientale consisteva di cinque file concentriche di fosse. La fila esterna conteneva pali di legno, la fila successiva di fosse aveva rivestimenti in argilla ed era usata per bruciare resti di animali e le tre file interne erano state scavate per accogliere i resti degli animali. All'interno del cerchio c'erano i fori di palo e palo associati alla ceramica del bicchiere e ai fiocchi di selce. Il cerchio di legname occidentale consisteva di due file concentriche di buche per pali parallele e fosse che definivano un cerchio di 20 metri di diametro. Un tumulo concentrico di argilla fu costruito attorno ai lati meridionale e occidentale del tumulo che copriva una struttura costituita da due linee parallele di pali e fossati che erano stati in parte bruciati. Intorno al tumulo di Newgrange fu eretto un cerchio indipendente di grandi pietre. Vicino all'ingresso, diciassette focolari servivano per appiccare il fuoco. Queste strutture a Newgrange sono generalmente contemporanee a un certo numero di henge conosciuti dalla Boyne Valley, a Newgrange Site A, Newgrange Site O, Dowth Henge e Monknewtown Henge. 
Il sito ha evidentemente continuato ad avere un significato rituale nell'età del ferro. Tra i vari oggetti successivamente depositati intorno al tumulo ci sono due ciondoli realizzati con monete d'oro romane del 320-337 (ora nel Museo nazionale d'Irlanda) e gioielli romani in oro tra cui due bracciali, due anelli e una collana, ora nelle collezioni del British Museum.

## Mitologia

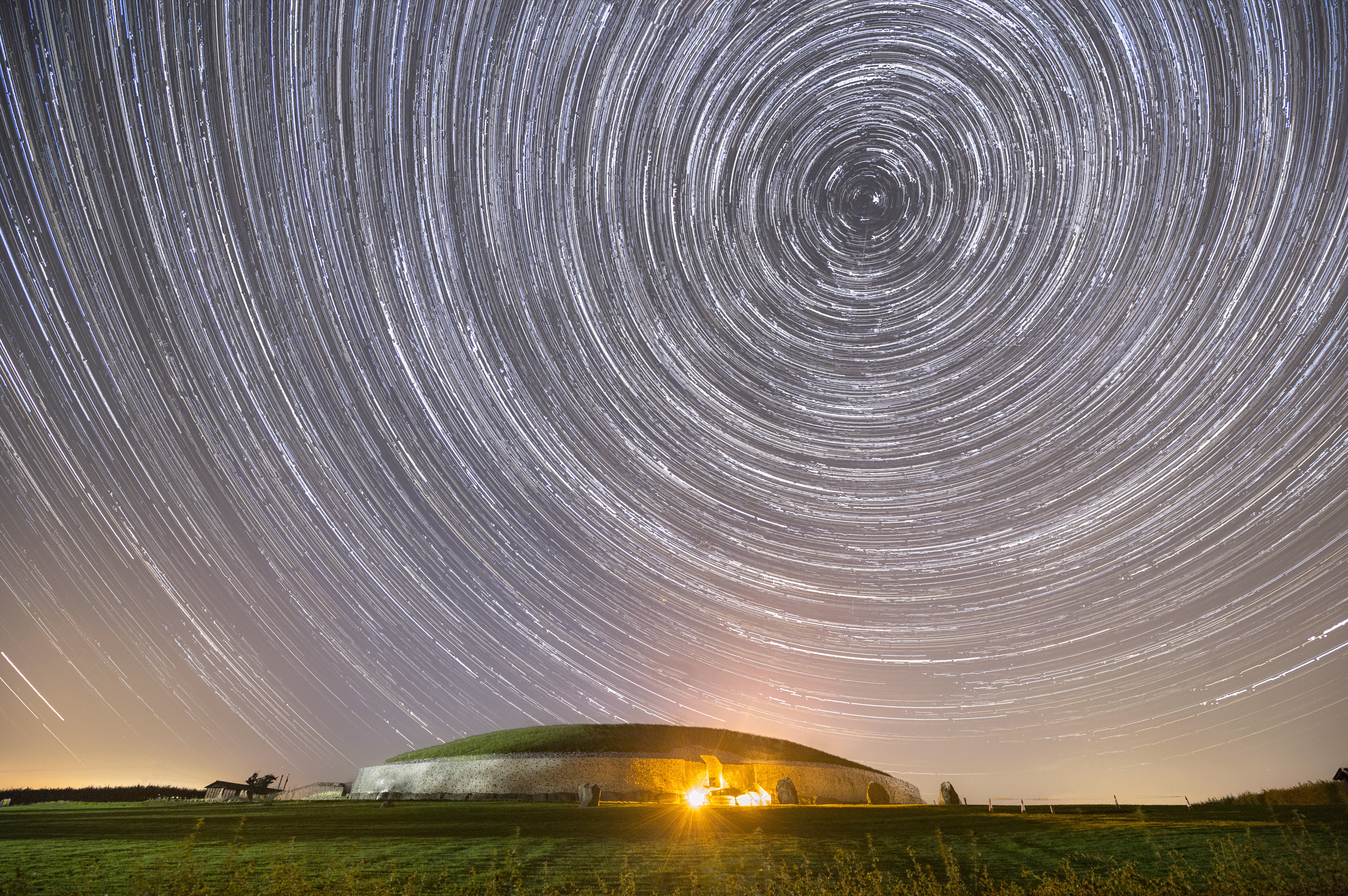
Fotografia notturna dal sito di Newgrange, con acquisizione delle strisce circumpolari.

Nella mitologia irlandese, Newgrange è spesso chiamato Síd a Broga (moderno Sídhe an Brugha o Sí an Bhrú). Come altre tombe a corridoio, è descritta come un portale per l'Aldilà e una dimora del divino Túatha Dé Danann.
In un racconto Dagda, il dio principale, desidera Boann, la dea del fiume Boyne che vive a Brú na Bóinne con il marito Elcmar. Dagda la mette incinta dopo aver fatto assentare Elcmar per una commissione di un giorno. Per nascondere la gravidanza a Elcmar, Dagda lancia un incantesimo, facendo "fermare il sole" in modo che non si accorga del passare del tempo. Nel frattempo, Boann dà alla luce Aengus, noto anche come Maccán Óg ("il giovane figlio"). Alla fine, Aengus scopre che Dagda è il suo vero padre e gli chiede una porzione di terra. In alcune versioni del racconto, Dagda aiuta Aengus a prendere possesso dei Brú da Elcmar. Aengus chiede di avere il Brú per "un giorno e una notte", ma poi lo rivendica per sempre, perché tutto il tempo è fatto di "giorno e notte". Altre versioni indicano Aengus che prende il controllo del Brú dallo stesso Dagda usando lo stesso trucco. Il Brú è poi chiamato Brug maic ind Óig dopo di lui. In La ricerca di Diarmuid e Gráinne, Aengus porta il corpo di Diarmuid Ua Duibhne al Brú.
È stato suggerito che questo racconto rappresenti l'illuminazione del solstizio d'inverno di Newgrange, durante la quale il raggio di sole (Dagda) entra nella camera interna (il grembo di Boann) quando il percorso del sole è fermo. La parola solstizio (Grianstad in irlandese) significa sosta del sole. La concezione di Aengus può rappresentare la "rinascita" del sole al solstizio d'inverno, lui che prende il Brú da un dio più antico che rappresenta il sole crescente che prende il posto del sole calante. Ciò potrebbe significare che la conoscenza dell'evento è sopravvissuta per migliaia di anni prima di essere registrata come un mito nel Medioevo. John Carey, un esperto di mitologia irlandese, afferma che i racconti di Brú na Bóinne sono le uniche leggende irlandesi in cui un luogo sacro è legato al controllo del tempo.
C'è una storia simile su Dowth (Dubhadh), una delle altre tombe della Boyne Valley. Racconta come il re Bresal costrinse gli uomini d'Irlanda a costruire una torre per il paradiso in un giorno. Sua sorella lanciò un incantesimo, facendo fermare il sole in modo che un giorno fosse durato indefinitamente. Tuttavia, Bresal commise un incesto con sua sorella, che ruppe l'incantesimo. Il sole tramontò e i costruttori se ne andarono, da qui il nome Dubhadh ("oscuramento"). Questa storia è stata anche collegata a una recente analisi del DNA, che ha scoperto che un uomo sepolto a Newgrange aveva genitori che molto probabilmente erano fratelli (vedi #Costruzione e sepolture). Altri miti rivelano l'accettazione, la prevalenza e il prestigio di strette unioni consanguinee tra la regalità divina dei Tuatha Dé Danann, i costruttori e utilizzatori mitologicamente nominati di Newgrange.
Il folklore locale su Newgrange è sopravvissuto fino all'era moderna.

## Storia moderna
Poco dopo il 1142 la struttura entrò a far parte dei terreni agricoli periferici di proprietà dell'Abbazia di Mellifont. Queste fattorie erano chiamate "grange". Newgrange non è menzionata in nessuna delle prime carte del XII e XIII secolo, ma un Inspeximus concesso da Edoardo III nel 1348 comprende una Nova Grangia tra le demesne terre dell'abbazia. Il 23 luglio 1539, in seguito alla dissoluzione dei monasteri da parte di Enrico VIII, l'Abbazia di Mellifont e i suoi possedimenti divennero la residenza fortificata di un soldato di ventura inglese, Edward Moore, antenato dei Conti di Drogheda. Il 14 agosto 1699, Alice Moore, contessa vedova di Drogheda, affittò il demanio di Newgrange a un colono gugliemita, Charles Campbell, per 99 anni.

### Gli studi delle antichità nei secoli XVII e XVIII

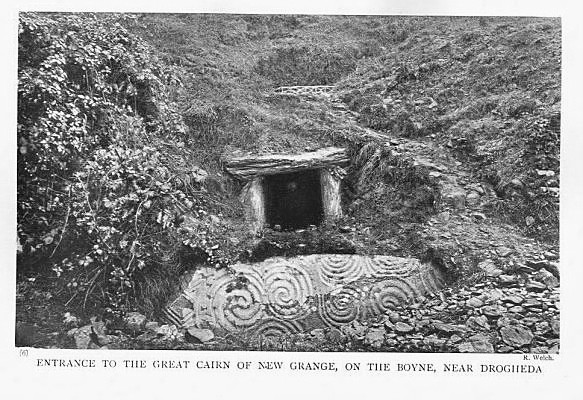
L'ingresso a Newgrange alla fine del 1800, quando il tumulo era diventato in gran parte ricoperto di vegetazione

Nel 1699, un proprietario terriero locale, Charles Campbell, ordinò ad alcuni dei suoi braccianti agricoli di scavare una parte di Newgrange, che allora aveva l'aspetto di un grande cumulo di terra, in modo da poter raccogliere pietre al suo interno. Gli operai scoprirono presto l'ingresso della tomba all'interno del tumulo e uno studioso di antichità gallese di nome Edward Lhuyd, che soggiornava nella zona, fu allertato e si interessò al monumento. Scrisse un resoconto del tumulo e della sua tomba, descrivendo quella che vedeva come la sua "scultura barbara" e notando che al suo interno erano state trovate ossa di animali, perline e pezzi di vetro (gli archeologi moderni hanno ipotizzato che queste ultime due fossero le perle di ceramica levigata che successivamente sono state ritrovate nel sito e che erano una caratteristica comune delle tombe neolitiche). Presto anche un altro visitatore interessato alle antichità, Sir Thomas Molyneaux, professore all'Università di Dublino, giunse al sito. Parlò con Charles Campbell, che lo informò di aver trovato i resti di due cadaveri umani nella tomba, uno (che era maschio) in una delle cisterne e un altro più avanti lungo il passaggio, cosa che Lhwyd non aveva notato. Successivamente, Newgrange fu visitata da un certo numero di studiosi, che eseguirono le proprie misurazioni del sito e fecero le proprie osservazioni, che spesso furono pubblicate su varie riviste dedicate allo studio delle antichità. Tra costoro vi erano personaggi come Sir William Wilde, Thomas Pownall, Thomas Wright, John O'Donovan, George Petrie e James Ferguson.
Questi eruditi spesso formulavano ipotesi sulle origini di Newgrange, molte delle quali si sono poi rivelate errate. Thomas Pownall condusse un'indagine molto dettagliata di Newgrange nel 1769, che enumerava tutte le pietre e registrava anche alcune delle incisioni sulla pietra e affermò che il tumulo originariamente era stato più alto e molte pietre sopra di esso erano state rimossa, una teoria che è stata smentita dalla ricerca archeologica. La maggior parte di questi studiosi si rifiutava anche di credere che fossero stati gli antichi popoli originari dell'Irlanda a costruire il monumento e molti credevano che fosse stato costruito nel periodo altomedievale dagli invasori vichinghi, mentre altri ipotizzavano che fosse stato costruito dagli antichi Egizi, dagli antichi indiani o dai fenici.

### Conservazione, indagine archeologica e ricostruzione

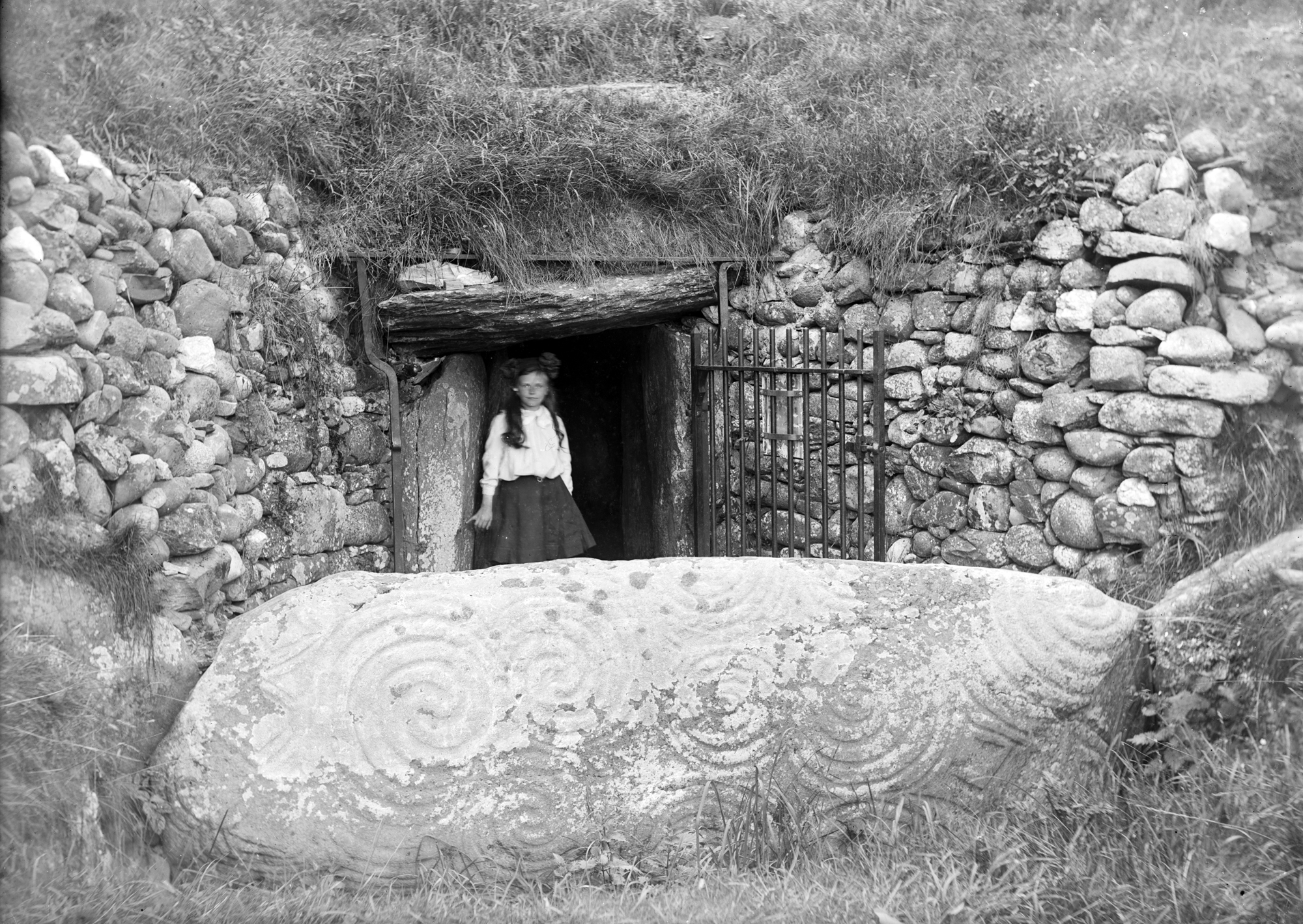
L'ingresso a Newgrange nei primi anni del 1900, dopo che gran parte dei detriti era stata rimossa

Ad un certo punto, all'inizio del 1800, fu costruita una follia a pochi metri dietro Newgrange. La follia, con due finestre circolari, era realizzata con pietre prelevate da Newgrange. Nel 1882, in base all'Antico Monuments Protection Act, Newgrange e i vicini monumenti di Knowth e Dowth furono posti sotto il controllo dello stato con il Board of Public Works come autorità amministrativa responsabile. Nel 1890, sotto la guida di Thomas Newenham Deane, il consiglio iniziò un progetto di conservazione del monumento, che era stato danneggiato dal degrado generale nel corso dei tre millenni precedenti, nonché dal crescente vandalismo causato dai visitatori, alcuni dei quali avevano iscritto il loro nomi sulle pietre. Nei decenni successivi, alcuni archeologi effettuarono degli scavi nel sito, scoprendo di più sulla sua funzione e su come era stato costruito; tuttavia, anche all'epoca, era ancora erroneamente ritenuto dagli archeologi che fosse stato costruito durante l'età del bronzo piuttosto che durante il precedente periodo neolitico. Negli anni 1950 fu installata l'illuminazione elettrica nel passaggio per consentire ai visitatori di vedere più chiaramente, mentre dal 1962 al 1975 fu intrapreso un esauriente scavo archeologico, il cui rapporto fu scritto da Michael J. O'Kelly e pubblicato nel 1982 da Thames and Hudson come Newgrange: Archaeology, Art and Legend.
A seguito dello scavo di O'Kelly, nel sito si sono verificati ulteriori restauri e ricostruzioni. Sulla base delle posizioni dei ciottoli e dopo aver condotto esperimenti, O'Kelly concluse che era stato costituito un muro di contenimento, ma i massi erano caduti dalla faccia del tumulo. Nell'ambito del restauro, questo muro è stato "ricostruito" e i ciottoli fissati in un muro di cemento armato quasi verticale che circonda la parte anteriore del tumulo. Questo lavoro è controverso tra la comunità archeologica. PR Giot ha descritto il monumento come una "torta al formaggio cremoso con ribes essiccati distribuiti in giro". Neil Oliver ha descritto la ricostruzione come "un po' brutale, un po' esagerata, un po' come Stalin all'età della pietra". I critici del nuovo muro affermano che la tecnologia per fissare un muro di sostegno a questo angolo non esisteva quando è stato creato il tumulo.
Un'altra teoria è che alcuni, o tutti, i ciottoli di quarzo bianco avessero formato una piazza sul terreno all'ingresso. Questa teoria è stata preferita nella vicina Knowth, dove i restauratori hanno disposto le pietre di quarzo come un "grembiule" davanti all'ingresso del grande tumulo.
Le pareti in pietra scura curvate verso l'interno su ciascun lato dell'ingresso non sono originali, né intendono suggerire l'aspetto originale di Newgrange, ma sono state progettate esclusivamente per facilitare l'accesso dei visitatori. Una guida per i visitatori del sito, tuttavia, ha un disegno di ricostruzione raffigurante gli abitanti del Neolitico che usano Newgrange che mostra l'ingresso moderno come se fosse parte dell'aspetto originale.
La cultura che ha costruito Newgrange è talvolta confusa con la cultura celtica molto più tarda, e i disegni sulle pietre sono erroneamente descritti come "celtici". Tuttavia, l'archeogenetica recente suggerisce che la popolazione neolitica dell'Europa occidentale sia stata in gran parte sostituita da arrivi successivi.

## Accesso
Newgrange si trova a 8,4 km a ovest di Drogheda nella contea di Meath. Il centro interpretativo si trova sulla riva sud del fiume e Newgrange sul lato nord del fiume. L'accesso è solo dal centro interpretativo.
L'accesso a Newgrange è solo con visita guidata. I tour iniziano presso il Centro visitatori di Brú na Bóinne da cui i visitatori vengono portati al sito in gruppi. I visitatori attuali di Newgrange possono partecipare a una visita guidata e a una rievocazione dell'esperienza del solstizio d'inverno attraverso l'uso di luci elettriche ad alta potenza situate all'interno della tomba. Il finale di un tour di Newgrange si traduce in ogni visitatore in piedi all'interno della tomba dove la guida spegne le luci e poi accende quelle che simulano la luce del sole che apparirebbe al solstizio d'inverno.
Per sperimentare il fenomeno la mattina del solstizio d'inverno dall'interno di Newgrange, i visitatori del Centro visitatori di Bru Na Bóinne devono partecipare a una lotteria annuale. Delle decine di migliaia che entrano, sessanta vengono scelti ogni anno. I vincitori possono portare un solo ospite. Vengono divisi in gruppi di dieci e accolti nei cinque giorni intorno al solstizio di dicembre, quando la luce del sole può entrare nella camera, tempo permettendo. A causa della pandemia di COVID-19, tuttavia, l'evento 2020 è stato trasmesso esclusivamente in live streaming senza accesso di pubblico.

## Galleria d'immagini

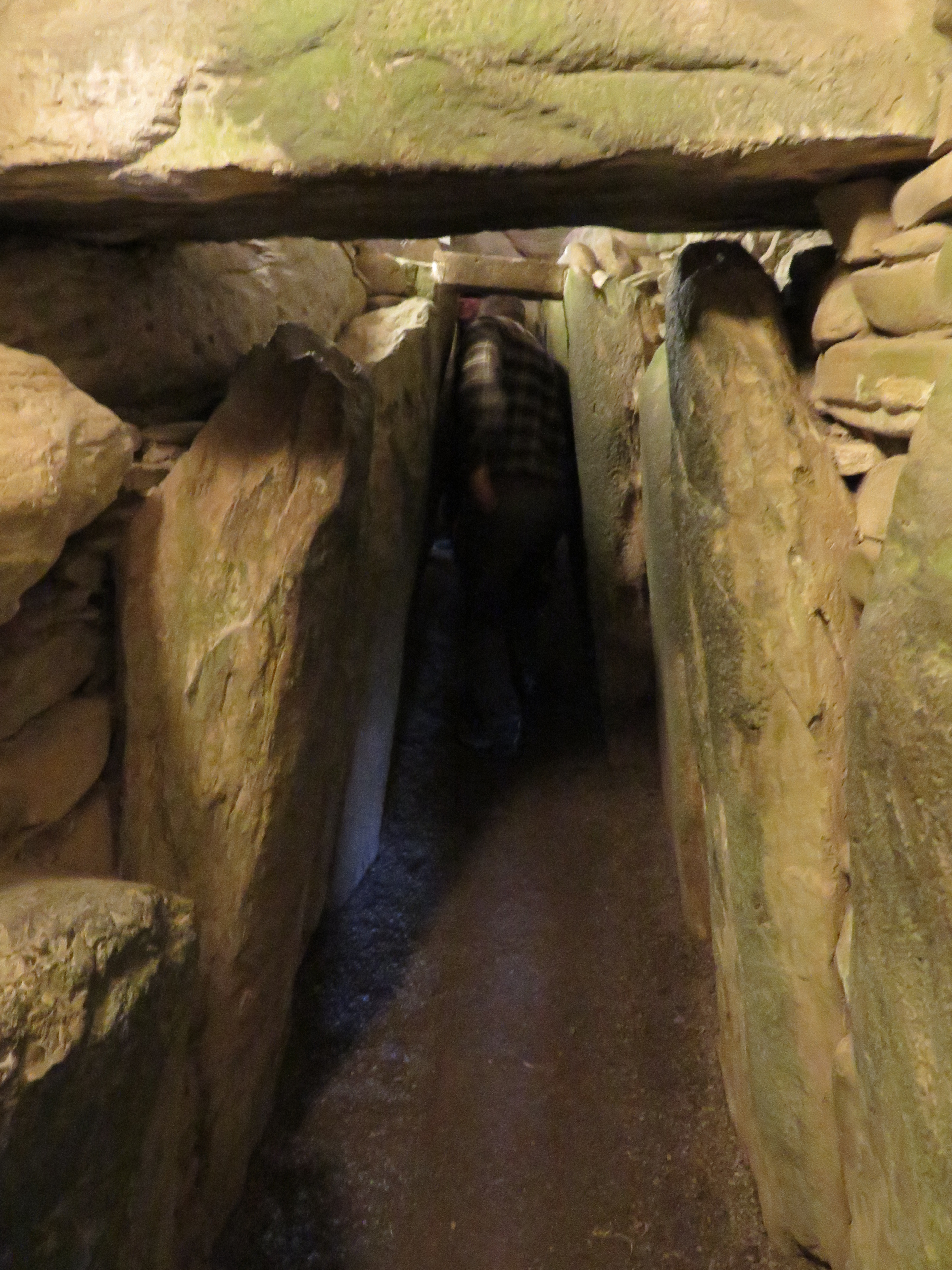
Passaggio rivestito di ortostati che conduce verso la camera della tomba
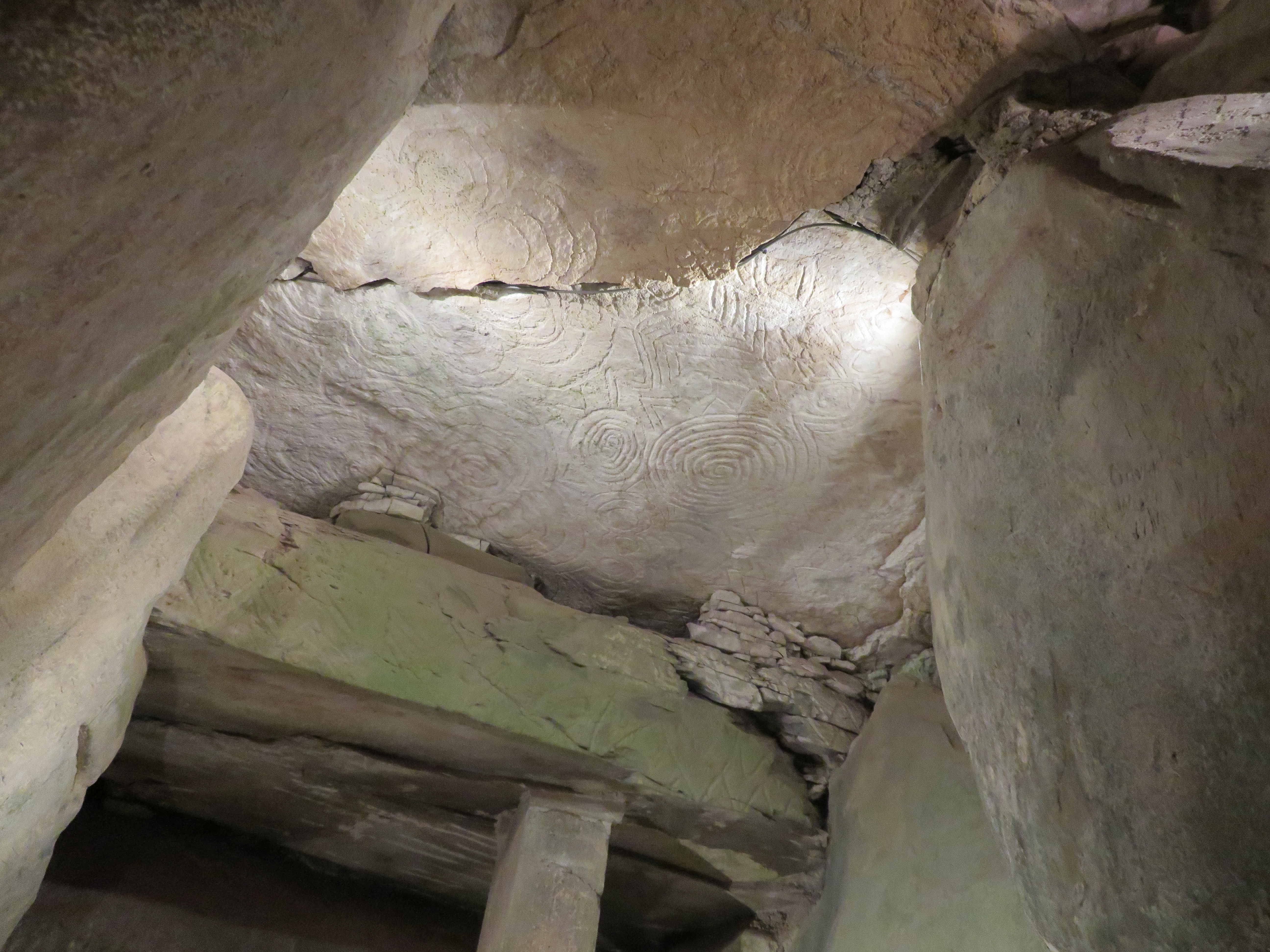
Pietra del tetto decorata e fessurata della camera laterale est
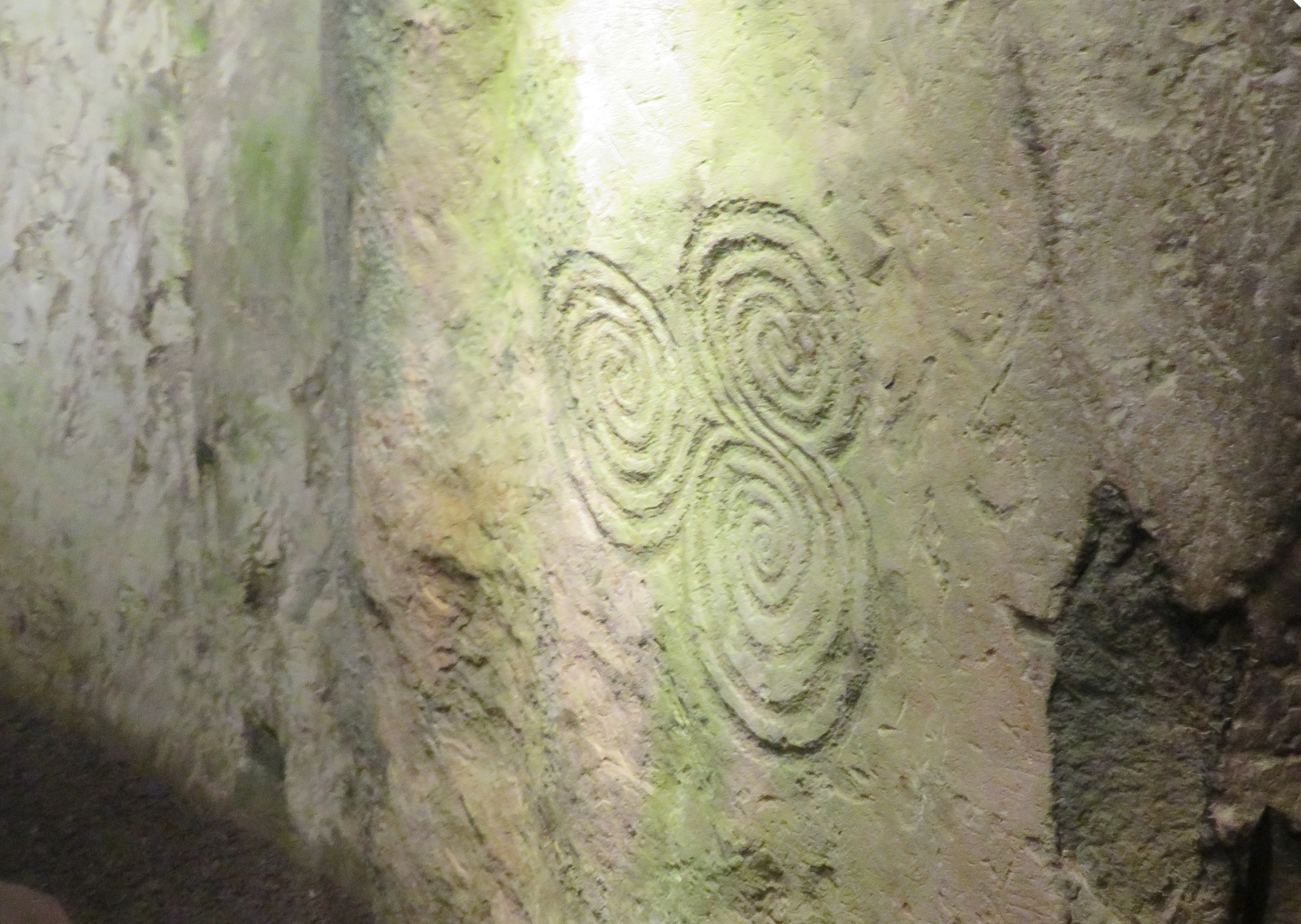
Triscele sull'ortostato C10 nella camera terminale
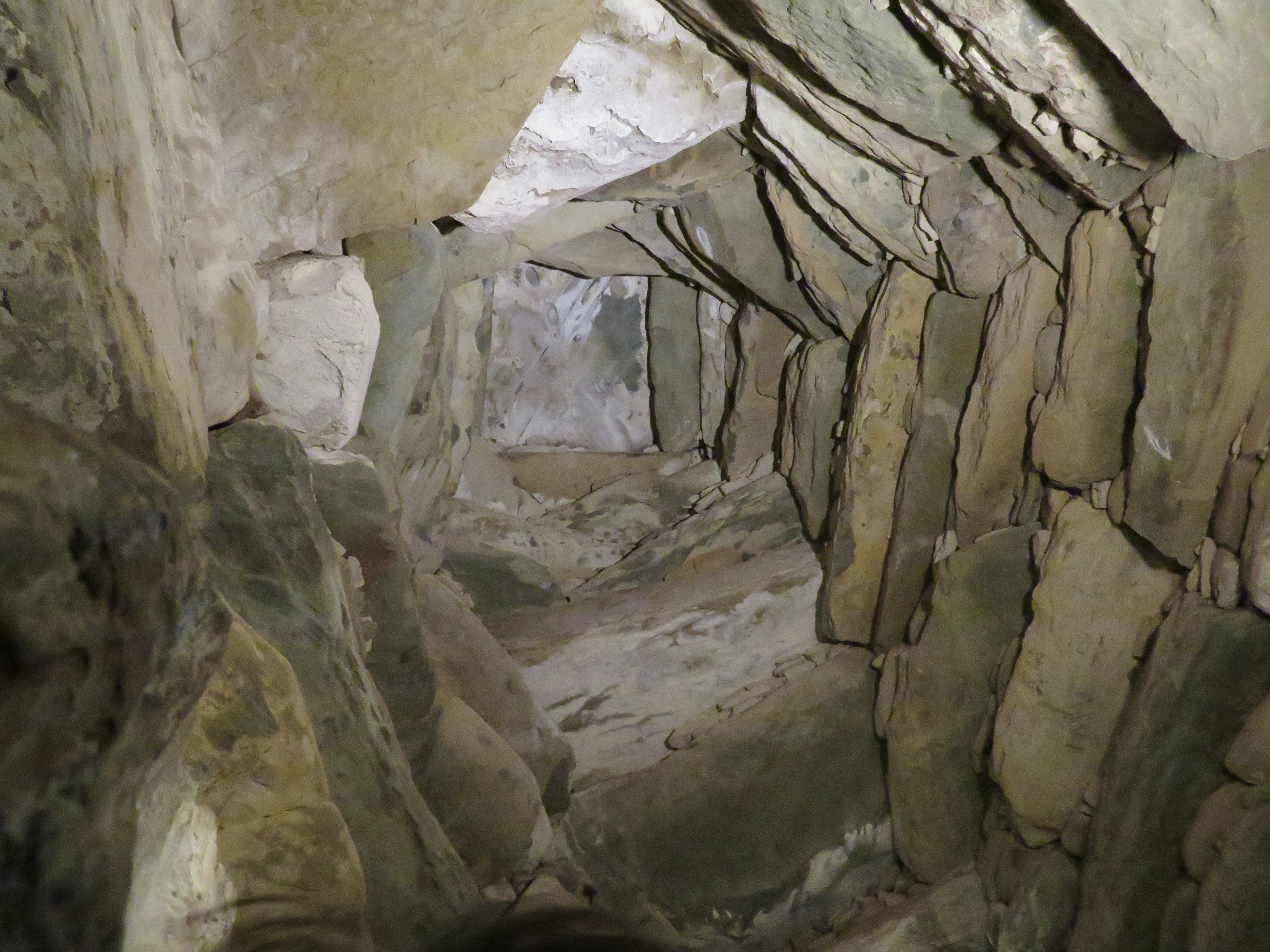
Soffitto a mensola della camera terminale
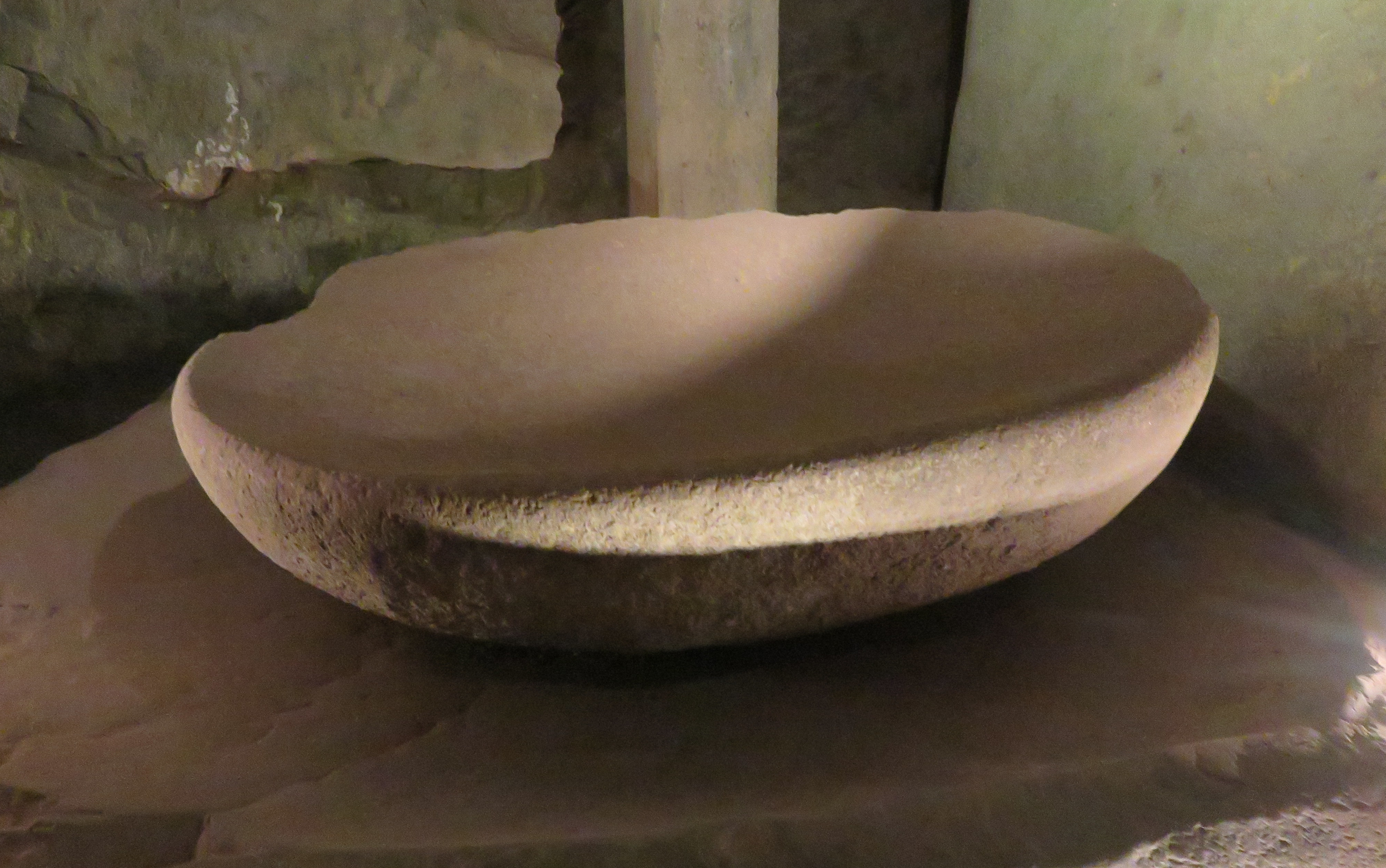
Bacino di granito cesellato a Newgrange
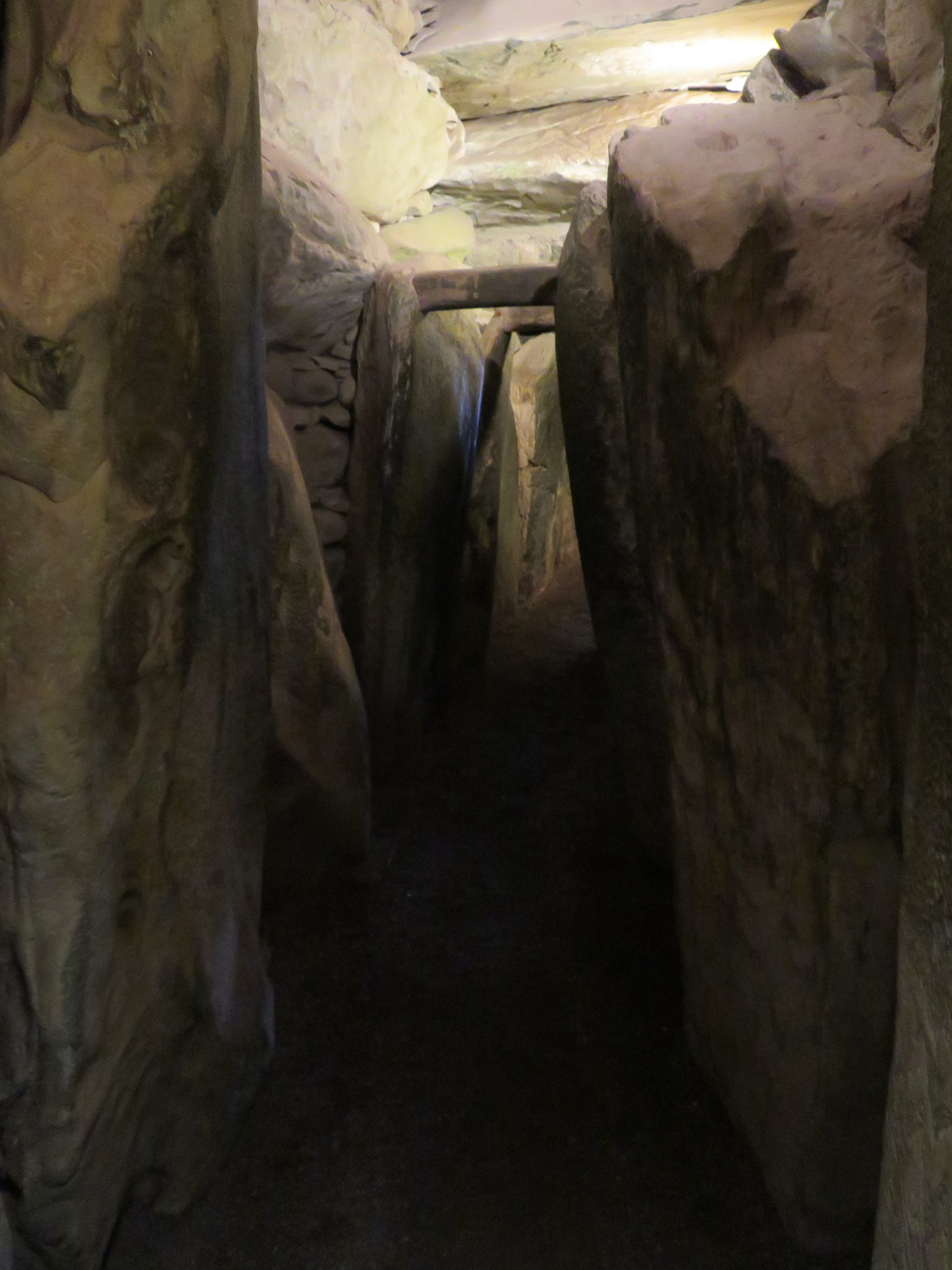
Passaggio che conduce alla camera di fondo